# Anastrepha spatulata
Anastrepha spatulata är en tvåvingeart som beskrevs av Stone 1942. Anastrepha spatulata ingår i släktet Anastrepha och familjen borrflugor. Inga underarter finns listade i Catalogue of Life.